# Esquí de fons als Jocs Olímpics d'hivern de 2014
Als Jocs Olímpics d'Hivern de 2014, que se celebraren a la ciutat de Sotxi (Rússia), es disputaren dotze proves d'esquí de fons, sis en categoria masculina i sis més en categoria femenina.
Les proves es realitzaren entre els dies 8 i 23 de febrer de 2014 a les instal·lacions esportives del Complex de biatló i esquí Laura (Kràsnaia Poliana).

## Calendari
Els temps són UTC+04:00.
| Data         | Hora  | Prova                                           |
| ------------ | ----- | ----------------------------------------------- |
| 8 de febrer  | 14:00 | 15 km. (dones)                                  |
| 9 de febrer  | 14:00 | 30 km. (homes)                                  |
| 11 de febrer | 14:00 | Qualificació esprint (homes i dones)            |
| 11 de febrer | 16:00 | Esprint (homes i dones)                         |
| 13 de febrer | 14:00 | 10 km. clàssics (dones)                         |
| 14 de febrer | 14:00 | 15 km. clàssics (homes)                         |
| 15 de febrer | 14:00 | Relleus 4 x 5 km. (dones)                       |
| 16 de febrer | 14:00 | Relleus 4 x 10 km. (homes)                      |
| 19 de febrer | 13:15 | Qualificació esprint per equips (homes i dones) |
| 19 de febrer | 15:45 | Esprint per equips (homes i dones)              |
| 22 de febrer | 13:30 | 30 km. lliures (dones)                          |
| 23 de febrer | 11:00 | 50 km. lliures (homes)                          |

## Participants
Hi participaren un total de 310 esquiadors de 53 Comitès Nacionals diferents:
| - Alemanya (18) - Argentina (1) - Armènia (3) - Austràlia (4) - Àustria (8) - Bermudes (1) - Belarús (6) - Bòsnia i Hercegovina (2) - Brasil (2) - Bulgària (4) - Canadà (12) - Corea del Sud (2) - Croàcia (2) | - Dinamarca (1) - Dominica (2) - Eslovàquia (4) - Eslovènia (5) - Estats Units (14) - Estònia (7) - Finlàndia (17) - França (15) - Grècia (2) - Hongria (2) - Índia (1) - Iran (2) - Irlanda (1) - Itàlia (16) | - Islàndia (1) - Japó (6) - Kazakhstan (11) - Letònia (3) - Liechtenstein (1) - Lituània (2) - Luxemburg (1) - Macedònia del Nord (2) - Mongòlia (2) - Nepal (1) - Noruega (20) - Perú (1) - Polònia (10) - Regne Unit (4) | - Moldàvia (2) - Txèquia (10) - Romania (3) - Rússia (20) - Sèrbia (3) - Suècia (19) - Suïssa (14) - Togo (1) - Turquia (2) - Ucraïna (8) - Xile (1) - R.P. de la Xina (4) |

## Resum de medalles

### Categoria masculina
| Prova                      | Or                                                                     | Argent                                                                               | Bronze                                                                                  |
| 15 km clàssics Detalls     | Dario Cologna                                                          | Johan Olsson                                                                         | Daniel Richardsson                                                                      |
| 30 km persecució Detalls   | Dario Cologna                                                          | Marcus Hellner                                                                       | Martin Johnsrud Sundby                                                                  |
| 50 km lliures Detalls      | Alexander Legkov                                                       | Maxim Vylegzhanin                                                                    | Ilia Chernousov                                                                         |
| 4x10 km relleus Detalls    | SuèciaLars Nelson · Daniel Richardsson · Johan Olsson · Marcus Hellner | RússiaDmitry Japarov · Alexander Bessmertnykh · Alexander Legkov · Maxim Vylegzhanin | FrançaJean-Marc Gaillard · Maurice Manificat · Robin Duvillard · Ivan Perrillat Boiteux |
| Esprint Detalls            | Ola Vigen Hattestad                                                    | Teodor Peterson                                                                      | Emil Jönsson                                                                            |
| Esprint per equips Detalls | FinlàndiaIivo Niskanen · Sami Jauhojärvi                               | RússiaMaxim Vylegzhanin · Nikita Kriukov                                             | SuèciaEmil Jönsson · Teodor Peterson                                                    |

### Categoria femenina
| Prova                      | Or                                                                  | Argent                                                                              | Bronze                                                                     |
| 10 km clàssics Detalls     | Justyna Kowalczyk                                                   | Charlotte Kalla                                                                     | Therese Johaug                                                             |
| 15 km persecució Detalls   | Marit Bjørgen                                                       | Charlotte Kalla                                                                     | Heidi Weng                                                                 |
| 30 km lliures Detalls      | Marit Bjørgen                                                       | Therese Johaug                                                                      | Kristin Størmer Steira                                                     |
| 4x5 km relleus Detalls     | SuèciaIda Ingemarsdotter · Emma Wikén · Anna Haag · Charlotte Kalla | FinlàndiaAnne Kyllönen · Aino-Kaisa Saarinen · Kerttu Niskanen · Krista Lähteenmäki | AlemanyaNicole Fessel · Stefanie Böhler · Claudia Nystad · Denise Herrmann |
| Esprint Detalls            | Maiken Caspersen Falla                                              | Ingvild Flugstad Østberg                                                            | Vesna Fabjan                                                               |
| Esprint per equips Detalls | NoruegaIngvild Flugstad Østberg · Marit Bjørgen                     | FinlàndiaAino-Kaisa Saarinen · Kerttu Niskanen                                      | SuèciaIda Ingemarsdotter · Stina Nilsson                                   |

## Medaller
| Pos. | País      | Or | Plata | Bronze | Total |
| 1    | Noruega   | 5  | 2     | 4      | 11    |
| 2    | Suècia    | 2  | 5     | 4      | 11    |
| 3    | Suïssa    | 2  | 0     | 0      | 2     |
| 4    | Rússia    | 1  | 3     | 1      | 5     |
| 5    | Finlàndia | 1  | 2     | 0      | 3     |
| 6    | Polònia   | 1  | 0     | 0      | 1     |
| 7    | Alemanya  | 0  | 0     | 1      | 1     |
| 7    | Eslovènia | 0  | 0     | 1      | 1     |
| 7    | França    | 0  | 0     | 1      | 1     |
|      | Total     | 12 | 12    | 12     | 36    |